# Corinna colombo
Corinna colombo is een spinnensoort uit de familie van de loopspinnen (Corinnidae).
De wetenschappelijke naam van de soort werd in 2000 gepubliceerd door Alexandre Bragio Bonaldo.